# Східний цвинтар (Гетеборг)
Схі́дний цви́нтар (швед. Östra kyrkogården) — кладовище в Гетеборзі, Швеція. Розташований у парафії Оргріте, єпархії Гетеборг. З площею 25,3 га (63 акри) і майже 18 000 могил це третє за величиною кладовище в місті. Враховуючи урни, це, за оцінками, місце спокою 150 000 людей. На кладовищі є могили багатьох видатних громадян Гетеборга, чия праця та пожертви допомогли сформувати місто. Багато надгробків і пам'ятників там — величні витвори мистецтва.
У південній частині кладовища містяться єврейські поховання.

## Історія
Землю під кладовище купили за 60 000 ріксдалерів у власника маєтку Багарегорден. Кладовище, яке спроєктував архітектор Й. Г. Стрьомберг, 16 листопада 1860 року урочисто відкрив під назвою Begravningsplatsen («Місце поховання») декан Петер Візельгрен. Першим поховали 27 лютого 1861 року двадцятирічного юнака на ім'я Франс Людвіг Моберг. За перший рік роботи тут поховано 348 дорослих і 648 дітей, оскільки в місті лютували кір і дифтерія.
У 1890 році в Гетеборзі відкрили перший крематорій за проєктом шведського архітектора Ганса Хедлунда. Споруда згоріла 23 грудня 1920 року, але її відбудували. Однак 1951 року крематорій закрили, а його функції взяв на себе крематорій у сусідньому районі Квіберг.

## Відомі поховання
- Івар Аросеніус (1878—1909) — художник
- Карін Боє (1900—1941) — письменниця
- Беатріс Діксон (1852—1941) — філантропка
- Ерік Леммінг (1880—1930) — спортсмен
- Отто Норденшельд (1869—1928) — полярний дослідник
- Свен Рюделль (1905—1975) — футболіст
- Карл Скоттсберг (1880—1963) — науковець